# イアゴー (ブリテン王)
イアゴー（Jago 、ウェールズ語：Iago、別表記：Jaygo、英語：James）は、年代記編纂者ジェフリー・オブ・モンマスの『ブリタニア列王史』に語られている、ブリトン人の伝説的王である。ラテン語テキストで彼はグルグスティウスの「nepos（甥もしくは孫）」として書かれており、翻訳者や学者の大半はグルグスティウスの甥と解釈しているが、孫と呼ぶ者もいる。
彼はグルグスティウスの息子シシリウス1世の跡を継ぎ、彼の後はシシリウスの息子キマルクスが継いだ。
ジェフリーはこれ以上の情報について言及していない。

## Nepos
『ブリタニア列王史』のラテン語版テキストでは、単純に「Iago Gurgustii nepos（グルグスティウスの甥イアゴー）」と書かれている。 neposは「甥」とも「孫」とも訳することができる。この場合、一般的に「甥」の意味で解釈されているが、ベイジンワークの黒本で彼はシシリウスの息子でありグルグスティウスの孫であると定義づけている 。
また、マイケル・A・ファレトラの2007年の訳では彼を「グルグスティウスの孫、イアゴー」と呼んでいる。